# 金克厚
金克厚（1484年—16世紀），字弘載，號竹峯，浙江台州府仙居縣呂前人，明朝政治人物。

## 生平
金克厚早年久困科场。曾慕名追隨王陽明，為其父王華擔任喪禮監廚。嘉靖元年（1522年）中浙江乡试第四十二名舉人，次年（1523年）聯捷癸未科会试第42名，三甲164名進士，對別人說：「我學得司廚，大益且私之，因此中科第。」任直隸六合知縣，應大猷為他寫序送別，勉勵他用心行政。其後行取入都，任國子監助教。嘉靖六年（1527年）陞禮部儀制司主事，於郎中任內去世。金克厚以廉潔知名，人惜未尽其用。

## 家族
曾祖金存心，寿官。祖父金謨。父金渟。母汪氏。具庆下。弟克恭、克訓、克昌、克勝。

## 引用
1. 1 2  光緒《仙居縣志·卷十三·人物志上》：金克厚，字宏載，號竹峯，呂前人，尚志砥礪而困於科舉，既聞王陽明先生之為聖賢之學也，而往事之，篤信力行，若水赴壑。嘉靖元年二月，陽明父華卒，使門人子弟紀其喪，因材分任，克厚得監廚；是年舉于鄉，明年成進士，語人曰：「我學得司廚，大益且私之，以取科第耳。」授六合知縣，應容菴大猷為序送之，勉其推是心以行是政。後行取入都，厯郎中卒，以廉潔稱，惜未究其用。 《姚江淵源錄》、《應容菴集》
2. ↑  《明實錄附錄·明世宗寶訓·卷五·睦親》：嘉靖六年八月戊辰，上諭閣臣曰……乃陞國子監助教金克厚為禮部儀制司主事，授詔經書，仍聽部提調稽考論績敘遷。
3. ↑  龚延明主编. . 宁波: 宁波出版社. 2016. ISBN 978-7-5526-2320-8. 《天一閣藏明代科舉錄選刊.登科錄》之《嘉靖二年癸未科進士登科録》